# Kaljo Põllu
Kaljo Põllu (* 28. November 1934 in Kopa (Hiiumaa); † 23. März 2010 in Tallinn) war ein estnischer Künstler, Grafiker und Kunstprofessor.

## Leben
Põllu besuchte die Grundschule in Puski und war ab 1949 auf dem Lehrerseminar (Pädagogische Schule) in Haapsalu, das er 1953 abschloss. Nach seinem Militärdienst (1953–1955) studierte er ab 1956 an der Staatlichen Kunstakademie in Tallinn. 1962 schloss er sein Studium als Glaskünstler ab. Danach war er von 1962 bis 1975 Leiter des Kunstkabinetts an der Universität Tartu. 1975 ging er nach Tallinn, wo er Dozent und ab 1988 Professor an der Estnischen Kunstakademie war.
Kaljo Põllu war seit 1965 Mitglied des Estnischen Kunstverbandes.

## Werk
In den 1960er-Jahren war Kaljo Põllu als Leiter des Kunstkabinetts an der Tartuer Universität die zentrale Persönlichkeit bei der Vermittlung neuer, westlicher Kunstströmungen in Estland. Er war der Kopf der Gruppe Visarid ('Die Unzufriedenen'), die von 1967 bis 1972 existierte, und brachte unter anderem die Pop Art und die Op-Art, in letzterem Fall stark beeinflusst von Victor Vasarely, nach Estland. Manche Kunsthistoriker haben ihn daher in die Nähe von Roy Lichtenstein gerückt.
In den 1970er-Jahren erfolgte eine Umorientierung auf das kulturhistorische Wesen der Esten, was im Allgemeinen im Zusammenhang mit den veränderten politischen Verhältnissen gesehen wird: Nach der Niederschlagung des Prager Frühlings im August 1968 wurden die ideologischen Zügel wieder straffer angezogen. Põllu konzentrierte sich daher auf die Dinge, die im Bereich des Möglichen lagen, und organisierte seit 1978 jährliche Exkursionen mit Kunststudenten in entlegene Gebiete der Sowjetunion. Dabei zeichnete er beispielsweise jahrtausendealte Felsbilder in Karelien ab, die ihm als Inspiration und Vorlage für seine späteren Schabkunst-Serien dienten. Zahlreiche Reisen führten zu finnougrischen Völkern nach Sibirien. Hier glaubte er insofern die Wurzeln der estnischen Kultur entdecken zu können, da er die „Einheit von Mensch und Natur [fand], das Alltagsleben der Vorfahren und rituelle Handlungen, wobei die Landschaft als geweihter Raum auftritt, als ritueller heiliger Ort, der gleichzeitig untrennbarer Bestandteil der Lebensumgebung des urgeschichtlichen Menschen ist.“

## Auszeichnungen
- 1975: Kristjan-Raud-Preis
- 1982: Verdienter Künstler der ESSR
- 1985: Kristjan-Raud-Preis
- 1993: Soome Kalevala Seltsi välisliige
- 1995: Jakob-Hurt-Preis für nationale Kultur
- 1996: Ehrendoktor der Universität Jyväskylä
- 1997: Orden des Staatswappens, V. Klasse
- 1997: Kulturpreis der Republik Estland
- 1999: Ehrendoktor der Estnischen Kunstakademie
- 2004: Ehrenmitglied des Estnischen Kunstverbandes
- 2007: Preis der Universität Tartu für den nationales Gedanken

## Ausstellungen (Auswahl)
- 1963: Grafische Arbeiten im Café der Universität Tartu
- 1971: Grafikausstellung im Staatlichen Kunstmuseum Tartu
- 1972: Ex-Libris-Ausstellung in Frederikshavn
- 1973: Grafikausstellung im Tallinner Kunstsalon
- 1984: Mezzotinto-Ausstellung Universitätsbibliothek Helsinki
- 1991: Stadtbibliothek Oulu
- 1996: Gemäldeausstellung Estnische Nationalbibliothek
- 2002: Dublin, Nationaltheater
- 2006: Gemäldeausstellung Estnische Nationalbibliothek

## Publikationen
- Kodalased. 13 reproduktsiooni. Text: Jaan Kaplinski. Tallinn: Kunst 1978. 21 Blatt.
- Kalivägi. 25 reproduktsiooni metsotintosarjast "Kalivägi" 1978–1984. Text: Jaan Kaplinski. Tallinn: Kunst 1988. 25 Blatt.
- Taevas ja maa. 25 reproduktsiooni metsotintosarjast / 25 prints of the mezzotint series. Mit Gedichten von Hando Runnel. Tallinn: Olion 1994. 25 Blatt.
- Kirgastumine. 25 reproduktsiooni metsotintosarjast Kirgastumine / 25 prints of the mezzotint series Brightening 1991–1995. Mit Gedichten von Hando Runnel. Tartu: Ilmamaa 2006. 25 Blatt.
- Barn av vind og vatn. Grafikk: Kaljo Põllu, Tekst: Jaan Kaplinski. Övers.: Turid Farbregd. Stavanger 1984. 44 S.
- Tallinna Kunstiülikooli kümme soome-ugri uurimisreisi = Tallinn Art University's ten expeditions to the Finno-Ugrians. Koostanud ja kommenteerinud Kaljo Põllu. Tallinn: Olion 1990. 175 S.
- Eesti Kunstiakadeemia kakskümmend soome-ugri uurimisreisi = Estonian Academy of Arts twenty expeditions to the Finno-Ugrians. Tallinn: Olion 1999. 223 S.

## Sekundärliteratur
- Toomas Raudam: Mina olen visarid. In: Vikerkaar. 7/1994, S. 49–54.
- Sirje Helme: Mida sa tee pärast orgiat? In: Vikerkaar. 7/1994, S. 54–56.
- Johannes Saar: Kaljo Põllu. In: Eesti kunstnikud / Artists of Estonia. s. l.: Sorose Kaasaegse Kunsti Eesti Keskus / Soros Center for Contemporary Arts, Estonia 1998, S. 172–181.
- Elnara Taidre: Kaljo Põllu mütoloogilised Eesti maastikud, In: Sirp. 25. Juli 2013 (estnisch, sirp.ee).